# Подлесе-Дембове
Подлесе-Дембове (пол. Podlesie Dębowe) — село в Польщі, у гміні Жабно Тарновського повіту Малопольського воєводства.
Населення — 224 особи (2011).
У 1975—1998 роках село належало до Тарновського воєводства.

## Географія
Селом тече річка Жабниця.

## Демографія
Демографічна структура станом на 31 березня 2011 року:
|          | Загалом | Допрацездатний вік | Працездатний вік | Постпрацездатний вік |
| -------- | ------- | ------------------ | ---------------- | -------------------- |
| Чоловіки | 110     | 27                 | 66               | 17                   |
| Жінки    | 114     | 25                 | 64               | 25                   |
| Разом    | 224     | 52                 | 130              | 42                   |